# Michael Dunn
Gary Neil Miller (Shattuck, Oklahoma; 23 de octubre de 1934-Knightsbridge, Londres; 29 de agosto de 1973), conocido artísticamente con el nombre de Michael Dunn, fue un actor del género terror y cómico del cine, TV y cantante ocasional de los años 60, conocido por su baja estatura de 1,19 m. Es conocido principalmente por su papel del Dr. Loveless en la serie de culto The Wild Wild West de 1965.

## Biografía
Michael Dunn nació como Gary Neil Miller en Oklahoma en 1934. Su familia se mudó a Detroit en 1938. A los 5 años de edad se le diagnosticó enanismo debido a una enfermedad genética llamada displasia espondiloepifisaria congénita.
Se graduó en el instituto Redford de Detroit en 1951 y a pesar de su estatura, se hizo de la determinación de hacerse independiente matriculándose en periodismo por la Universidad de Míchigan y luego siguiendo estudios de teatro en la Universidad de Miami, buscando ser un actor shakesperiano de corta estatura. Para sobrevivir trabajó de pianista (hasta la aparición de la condrodistrofia progresiva), periodista deportivo, detective de hotel y actor en Broadway, recibiendo un premio Tony en 1963 por un papel del dramaturgo Edward Albee en la obra -"Balada de un café triste"-. También se distinguió como cantante en tono barítono que tenía muy buena llegada al público, lo que unido a una encantadora y alegre personalidad, le llevó a destacarse en el ámbito universitario, además de conseguir cierta fama de Don Juan.
Su mejor oportunidad la recibió para trabajar en la serie The Wild Wild West junto a Robert Conrad y Ross Martin en 1965, como el desquiciado doctor "Miguelito Loveless" apareciendo alternadamente en diez capítulos.
Sus apariciones fueron espaciándose a medida que la escoliosis le consumía, comprimiendo sus pulmones. Se sumió en el alcoholismo, por lo que contrajo cirrosis hepática.[cita requerida]

## Fallecimiento
Durante el rodaje en exteriores en Inglaterra en la noche del 29 de agosto de 1973, Michael Dunn murió a los 38 años, debido a complicaciones de salud.

## Filmografía parcial
- La abdicación (1974)
- Los mutantes (1974)
- La loba y la paloma (1974)
- El hombre lobo de Washington (1973)
- Boom! (1968)
- Madigan (1968)
- Así no se trata a una dama (1968)
- Star Trek Serie Original T3 E10 Los Hijastros de Platón (1968)
- You're a Big Boy Now (1966)
- El barco de los locos (1965)
- Uno sin otro (1962)

## Premios y distinciones
Premios Óscar
| Año  | Categoría              | Película              | Resultado |
| ---- | ---------------------- | --------------------- | --------- |
| 1966 | Mejor actor de reparto | El barco de los locos | Nominado  |